# Mesa (Kalifornia)
Mesa – jednostka osadnicza w Stanach Zjednoczonych, w stanie Kalifornia, w hrabstwie Inyo.